# 1744年大彗星
1744年大彗星，它的官方名稱是C/1743 X1，它也以歇索彗星或克林肯伯-歇索彗星之名為人所知，是在1743年和1744年被觀測到的壯觀彗星。它在1743年11月後期被Jan de Munck獨立發現，在二星期後被德克·克林肯伯發現，再過4天尚-菲利浦·德·歇索才看見它。在1744年有幾個月的時間可以用肉眼看見，並且在天空中呈現不尋常的景象。它的絕對星等（或是本徵亮度）是0.5等，在历史的記錄上是第6亮的，它的視星等可能高達-7等，使他得以被歸類為大彗星而當之無愧。這顆彗星特別受到注目的是在通過近日點的前後，發展出有6條彗尾的扇形尾。

## 發現
這顆彗星在1743年11月29日被在米德尔堡的Jan de Munck發現，並在1743年12月9日被在哈倫的德克·克林肯伯獨立發現，還有在洛桑的歇索於1743年12月13日發現。歇索表示這顆彗星缺乏彗尾，並且像一顆星雲狀的3等星，他並測量出彗髮的直徑大約是5弧分。
這顆彗星的光度在朝向近日點時穩定的增加。在1744年2月18日，報告的亮度已經如同金星一樣明亮（視星等約-4.6等），並且當時已有兩條彗尾。

## 近日點，"六尾"
這顆彗星在1744年3月1.8398日通過近日點，與太陽的距離是0.222209 天文單位，當時的亮度在白天也能用肉眼直接看見。在它通過近日點之後，展現出壯觀的彗尾 — 彗尾展現在地平線上，但是受到黎明前曙光的影響依然看不見彗星的頭部。在1744年的3月初，歇索和其他的一些觀測者報告了不尋常的現象—在地平線上有六條獨立的彗尾呈現扇形展開。
這種彗尾的構造多年來都是天文學家的難題，雖然其它的彗星偶爾也會出現好幾條彗尾，但只有1744年的彗星有六條彗尾。有人認為這是因為暴露在太陽輻射的作用下，使彗星有三個活躍的彗核互繞著公轉，還提出彗尾現象是很顯著的例子，像是一些彗星，例如威斯特彗星和麥克諾特彗星被看見的塵埃條紋。

## 南半球和亞洲的觀測
歇索在3月9日的觀測紀錄是目前所知道北半球對這顆彗星最後的一次觀測，但是南半球觀測者依然可以看見這顆彗星，其中有些報告指出在3月18日的彗尾長達90度，直到1744年4月22日這顆彗星才消失不見。
這顆彗星在中國天文記錄上也曾提到。研究人員發現他們的敘述中有提到與聲音的關聯，可能是，如果是真的，它曾與地球磁層中的粒子發生交互作用，如同對極光的描述一樣。
查理士·梅西爾看見這顆彗星時年僅13歲，可能對他在精神上產生了深遠的影響，使他繼續成為一位重要的天文學家，並在日後的觀測中發現了許多彗星。

## 外部連結
- Orbit Diagram, C/1743 X1（页面存档备份，存于） NASA 噴射推進實驗室